# Sasayama, Hyōgo
Sasayama (篠山市 Sasayama-shi) là một thành phố ở tỉnh Hyōgo, Nhật Bản.

Vị trí của Sasayama ở tỉnh Hyōgo

Thành phố này được thành lập ngày 1 tháng 4 năm 1999 thông qua sự sáp nhập thị xã  Sasayama, Nishiki, Tannan và Konda của huyện Taki.
Dân số năm 2005 của thành phố ước khoảng 47.178 với mật độ 125 người trên mỗi km2. Diện tích 377,61 km².

## Cảnh quan
- Tàn tích của lâu đài Yakami
- Tàn tích của lâu đài Sasayama
- Núi Mitake
- Núi Nishigatake
- Núi Koganedake